# Індія на літніх Олімпійських іграх 1900
Індія дебютувала на літніх Олімпійських іграх 1900, вона була представлена одним спортсменом у легкій атлетиці. За підсумками змагань команда посіла 17-е місце в загальнокомандному заліку.

## Медалісти

### Срібло
|   |                |                                         |
| № | Спортсмени     | Дисципліна                              |
| 1 | Норман Прічард | Легка атлетика (200 метрів)             |
| 2 | Норман Прічард | Легка атлетика (200 метрів з бар'єрами) |

## Результати змагань

### Легка атлетика
| Змагання               | Спортсмени     | Попередній раунд | Попередній раунд | Півфінал  | Півфінал | Додатковий забіг | Додатковий забіг | Фінал      | Фінал      |
| Змагання               | Спортсмени     | Результат        | Місце            | Результат | Місце    | Результат        | Місце            | Результат  | Місце      |
| ---------------------- | -------------- | ---------------- | ---------------- | --------- | -------- | ---------------- | ---------------- | ---------- | ---------- |
| 60 метрів              | Норман Прічард | ?                | 3                |           |          |                  |                  | не пройшов | не пройшов |
| 100 метрів             | Норман Прічард | 11,4             | 1                | ?         | 3        | 11,0             | 2                | не пройшов | не пройшов |
| 200 метрів             | Норман Прічард | ?                | 2                |           |          |                  |                  | невідомий  | 2          |
| 110 метрів з бар'єрами | Норман Прічард | 16,6             | 1                |           |          |                  |                  | —          | DNF        |
| 200 метрів з бар'єрами | Норман Прічард | 26,8             | 1                |           |          |                  |                  | невідомий  | 2          |